# Lucius Robinson

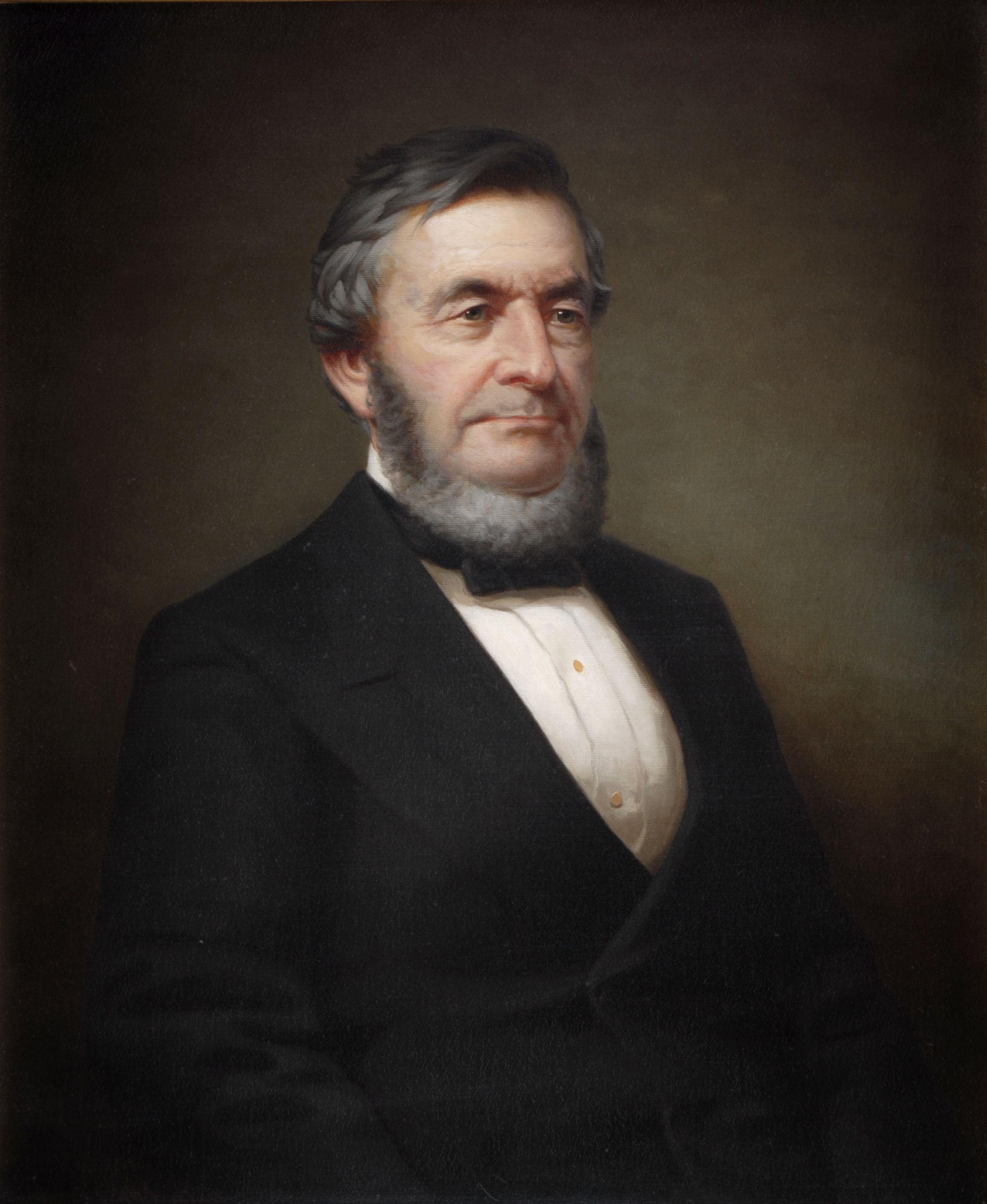
Lucius Robinson. Porträtt av George Waters.

Lucius Robinson, född 4 november 1810 i Windham, New York, död 23 mars 1891 i Elmira, New York, var en amerikansk demokratisk politiker.
Han inledde 1832 sin karriär som advokat. Han var 1860 ledamot av New York State Assembly, underhuset i delstatens lagstiftande församling. Han var guvernör i New York 1877-1879.
Robinsons grav finns på Woodlawn Cemetery i Elmira.